# Українська радянська армія
Украї́нська Радян́ська Армія (Украї́нська Червона Армія, в деяких документах також Українська Повстанська Армія, в 1920х  узагальнена назва всіх військових формувань України, як «червоних» так і «зелених», що протистояли «білим») — одна з назв  Збройних Сил Української РСР у період української революції 1917-1921 років.
Офіційно Армію створено постановою Тимчасового Робітничо-Селянського Уряду України від 27 грудня 1918 року, хоча фактично військові формування, де був значний відсоток прихильників «червоних», «соціалістів», «комуністів», «більшовиків», «ленінців» підпільно існували на теренах Української Республіки від самої її появи у 1917 році.
Підпорядковувана Наркомату з військових та морських справ УСРР (нарком — Микола Подвойський) та Реввійськраді Республіки (голова — Лев Троцький).
Головнокомандувач — Овсієнко Володимир Олександрович. Чисельність — до 188 тисяч військовиків у травні 1919 (запаси зброї, боєприпасів, продовольства, спорядження, людські ресурси дозволяли збільшити чисельність армії, як і було заплановано, до 450 тисяч).
Ліквідовано шляхом переформування українських радянських армійських частин та з'єднань у регулярні частини єдиної союзної Робітничо-селянської Червоної Армії на підставі Декрету Всеросійського ЦВК від 1 червня 1919 року щодо об'єднання радянських республік Росії, України, Латвії, Литви та Білорусі «для боротьби зі світовим імперіалізмом».

## Група військ курського напрямку
Після денонсації Берестейського миру 13 листопада 1918 року Росією склалася нагальна потреба організаційних змін. Тому вже 17 листопада була утворена Українська революційна військова рада у складі Сталіна, П'ятакова, Затонського і Антонова-Овсієнка, щоб практично підтвердити створення нової армії. Проте ця думка не знайшла підтримки в чільника РККА Йоакима Вацетіса, тому з його ініціативи військове утворення названо Групою військ курського напрямку.
Окрім 1-ї та 2-ї українських повстанських дивізій до складу групи планували долучити Московську робітничу дивізію, 43-й робітничий полк та 2-у Орловську кавалерійську дивізію. На терени базування українських радянських військовиків ешелонами з-під Уфи до Курська поспішали загони Кожевникова. Усеросійський Головний штаб брав на себе забезпечення кадрами, продовольством, зброєю та бронепоїздами тощо.
Фактично жодне із вказаних російських радянських формувань не ввійшло до складу курської групи. Усі вони зміцнювали фронт на південному напрямку. Хіба що замість кадрового ресурсу, обіцяного Головним штабом, до лав Української Радянської армії увійшли, за сприяння Московського військового округу, ряд воєначальників, таких як Єгоров, Скачко та інші. З ініціативи Московського військового округу склад армії на південному напрямку поповнився також і Московською запасною артилерійською бригадою.
Хоча посаду командувача Групи військ курського напрямку отримав Кожевников, що зовсім не мав стосунку до українських справ, фактично ж усю організаційну та керівну роботу взяв на себе член РВР Антонов-Овсієнко. Завдяки йому склад армії трохи згодом (грудень, 1918 — січень, 1919) поповнився прикордонними загонами, до лав долучилися два полки ВЧК та два продовольчі полки, а з Москви прийшли бронепоїзди.
Значну допомогу у створенні армії відіграли інтернаціональні утвори: Казанський та Орловський інтернаціональні та 1-й московський комуністичний загін, сотня Яшвілі, вірменська рота — разом близько тисячі багнетів. Ще більший вплив на формування частин стався внаслідок значного притоку етнічних українців. 14 грудня 1918 року голова РВР республіки Троцький видав наказа, згідно з яким Казанський та Орловський військові комісаріати в найкоротші терміни мусили створити маршові роти з українців, забезпечивши їх усім потрібним: зброєю, амуніцією та продовольством. Саме в цей час військовий керівник Самари сповіщав про значний потяг українців з військових частин Східного фронту на Україну, тому надалі Реввійськрада РРФСР, з метою недопущення розладу у військових частинах, заборонила відпускати українців-добровольців з армійських частин, що дислокувались у Росії, в українську радянську армію, що формувалася.

## Українська радянська армія
Див. також:  Червоний флот УСРР
30 листопада 1918 року чільникові РККА Вацетісу повідомлено про утворення Революційної Військової Ради Української радянської армії у складі Антонова-Овсієнка, Затонського та Артема (Сергеєва). Ситуація складалась парадоксальним чином: реорганізація Групи військ курського напрямку проходила поза відомом Вацетіса, проте за згодою з Тимчасовим «робітничо-селянським» урядом України.
Зміни, що сталися, були причиною звинувачень українських чільників у сепаратизмі, хоча мали на меті утворення Українського фронту — єдиного організму з єдиним керівництвом та розгалуженою військовою структурою.
Хай там як, але в зазначений період пройшла лихоманка перейменувань українських військових строїв. Обидві дивізії стали називатись Українськими радянськими, полки та бригади — відповідно теж.

## Український фронт
Див. також:  Григор'ївське повстання
З січня 1919 р. Українська радянська армія почала своє існування як Український фронт у лавах РСЧА. Початково фронту були підпорядковані формування, що діяли на двох напрямках. На Київ та Чернігів наступ вела група військ київського напрямку, на Харків, Полтаву — група військ харківського напрямку. З часом була створена також і група військ одеського напрямку, що наступала на Миколаїв, Херсон та Одесу. Від середини квітня 1919 року веде початок реформування строїв Українського фронту — замість груп військ формуються армії:
- Група військ київського напрямку — Перша армія
- Група військ харківського напрямку — Друга армія
- Група військ одеського напрямку — Третя армія.

Крім того, 28 березня 1919 року при Народному комісаріаті військових справ УСРР сформовано Морське управління. Це управління отримало завдання на базі Чорноморського флоту створити Червоний флот УСРР. Командувачем Червоного флотому призначено воєнмора, колишнього капітана 1 рангу Олександра Шейковського.
У складі Української радянської армії сформовано також військово-повітряні частини та Дніпровську військову флотилію.
Формування збройних сил Української СРР весною 1919 року відбувалось коштом місцевих українських ресурсів, людських та матеріальних, та трофейної зброї, яка в значні кількості була здобута на теренах України в результаті наступу.
На початку травня 1919 року в частинах 6-ї Української радянської дивізії, що перебувала під командуванням Григор'єва та дислокувались у Таврії, стався заколот. Зрештою, це призвело до радикальної дестабілізації більшовицького режиму в Україні та втрати боєздатності українських радянських частин.

## Ліквідація Української радянської армії в ході реорганізації збройних сил радянських республік
4 травня 1919 року пленум ЦК РКП(б) вирішив підпорядкувати збройні сили радянських республік єдиному військовому командуванню. Згідно з таким баченням, територія кожної республіки (України — в тому числі) мала бути військовим округом РРФСР. Хоча тільки 1 червня 1919 року Центральний виконавчий комітет РРФСР за участю представників радянських республік підписав декрет про об'єднання у військово-політичний союз, але фактично мобілізаційна робота зі згуртування всіх сил у лавах єдиної союзної Робітничо-селянської Червоної армії велася вже від травня місяця. Зміна військового керівництва РРФСР, що відбулася на початку червня, тільки прискорила цей процес. Наслідком таких подій стала втрата Українською радянською армією решток автономії і вона припинила існування наприкінці червня 1919 року. Командувача — Антонова-Овсієнка — зміщено зі своєї посади, а військові строї влилися до 12-ї армії Західного фронту та 14-ї армії Південного фронту.
Зазнало змін також і військове керівництво: замість Подвойського наркомвоєнмором був призначений Дзевалтовський (тимчасово), а більшість працівників комісаріату мобілізовано до лав 12-ї та 14-ї армій. З часом потреба власне в комісаріаті відпала й він теж припинив існування.